# Geir Jenssen

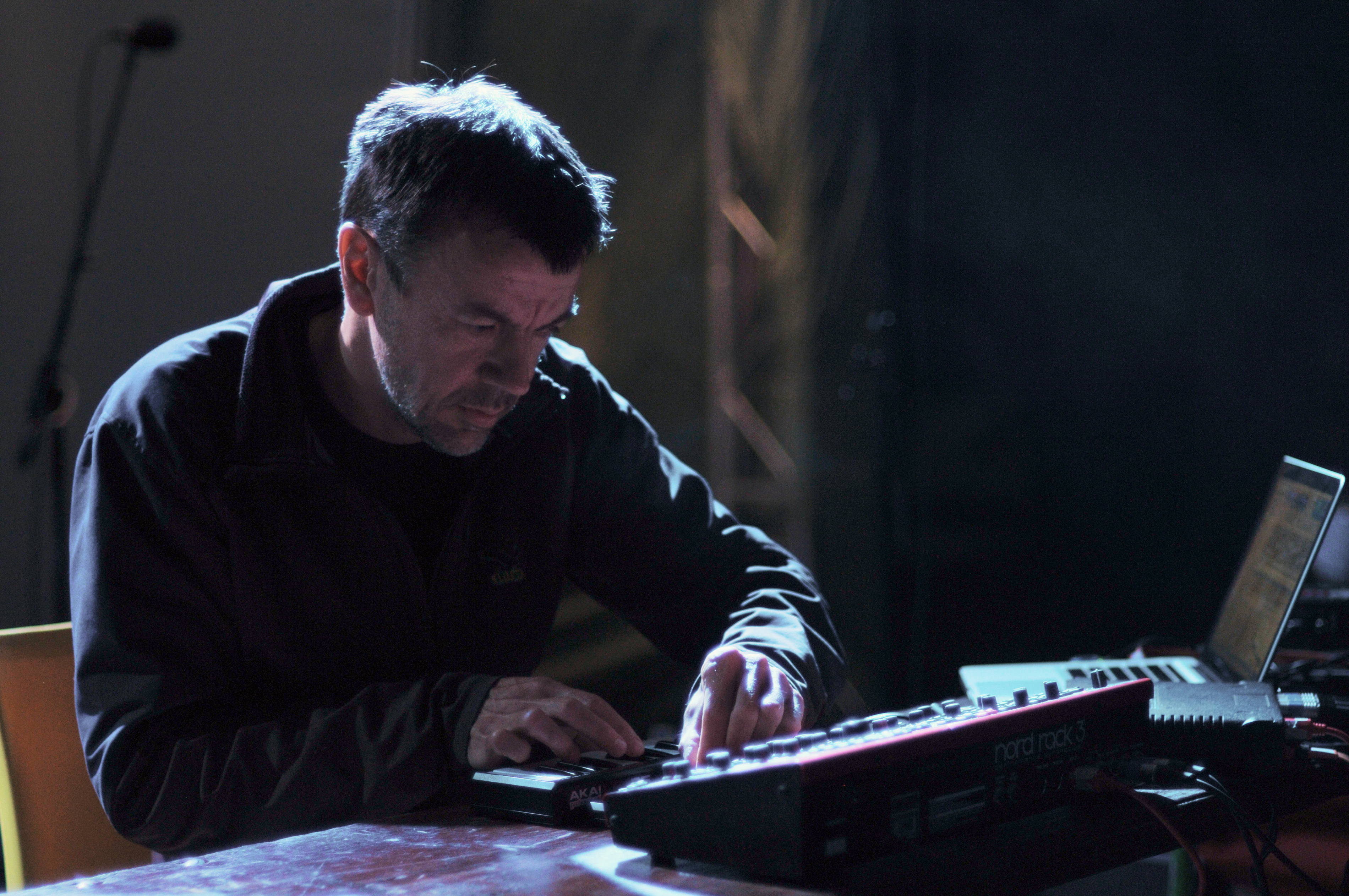
Jenssen bei einem Auftritt im slowenischen Tolmin (2011)

Geir Jenssen (* 1962 in Tromsø) ist ein norwegischer Musiker und Fotograf, seit 1991 vor allem unter dem Pseudonym Biosphere bekannt. Mit den Veröffentlichungen dieses Projektes etablierte er sich als einer der wichtigsten Künstler des Ambient-Techno. Jenssen ist in seiner Freizeit begeisterter Bergsteiger, für den Musik ein wichtiges Hilfsmittel ist, um seine Assoziationen mit der Natur zu verarbeiten und auszudrücken.

## Leben
Jenssen begann um 1983 mit der Produktion eigener Musikstücke. 1985 gründete er mit seinen Freunden Nils Johansen und Anneli Drecker die New-Age-Band Bel Canto, mit der er zwei Alben veröffentlichte. 1990 verließ er die Band, um eine Solokarriere zu starten. 1993 erschien auf dem Frankfurter Label FAX +49-69/450464 das Album The Fires Of Ork des gleichnamigen Projektes, das aus Jenssen und dem Fax-Gründer Pete Namlook bestand.
Mit seinem 1994 veröffentlichten Album Patashnik wurde Jenssen einem größeren Hörerkreis bekannt, da das dem Album entnommene Stück Novelty Waves vom Jeans-Produzenten Levi’s im Frühjahr 1995 für einen Fernseh-Werbespot verwendet wurde. Ein Videoclip zum Stück The Shield wurde darüber hinaus mehrmals in der MTV-Sendung Chill Out Zone und bei VIVA in der Sendung Housefrau ausgestrahlt.
1997 produzierte Jenssen unter dem Titel Insomnia: No Peace For The Wicked den Soundtrack zu Erik Skjoldbjærgs Drama Todesschlaf.
Besonders in seinen frühen Produktionen verschmolz Jenssen elektronische Klangfiguren mit Field Recordings (Feldaufnahmen) von Naturgeräuschen, die an Landschaftsbilder erinnern. Im September und Oktober 2001 bestieg er den Achttausender Cho Oyu im Himalaya und fertigte während des Aufstiegs Aufnahmen der Natur- und Umgebungsgeräusche an. Diese wurden fünf Jahre später unter dem Titel Cho Oyu 8201m – Field Recordings From Tibet veröffentlicht.
Im Jahr 2004 lud ihn der Radiosender Radio France Culture zu einem Festival ein und ermöglichte ihm dabei auch das Archiv des Senders zu sichten. Eine aus den 1960er Jahren stammende Hörspielversion von Jules Vernes Roman Von der Erde zum Mond inspirierte ihn zu einer Vertonung des Materials. Er entnahm dem Hörspiel zahlreiche Samples, die er mit Aufnahmen aus der Raumstation Mir und eigenen Kompositionen zu einem extrem minimalistischen Werk zusammenfügte, das 2004 unter dem Titel Autour de la lune erschien.
2011 erschien das Konzeptalbum N-Plants, in dem sich Jenssen mit japanischen Atomkraftwerken beschäftigte. Zunächst hatte er ein Album zum japanischen Wirtschaftswunder nach dem Zweiten Weltkrieg geplant, stieß dann bei den Recherchen aber auf ein Foto des am Meer gelegenen Kernkraftwerks Mihama. Jenssen wollte einen „Soundtrack einiger japanischer Atomkraftwerke“ erstellen, der sich mit Fragen der Architektur, des Design, der Standortwahl sowie der potentiellen Gefahr bei Erdbeben auseinandersetzen sollte. Das Album wurde am 13. Februar 2011 fertiggestellt. Trotz der vier Wochen später unerwartet eingetretenen Nuklearkatastrophe von Fukushima wurde das Album auf Touch wie geplant veröffentlicht und erhielt überwiegend positive Kritiken. Pitchfork Media nannte es das beste Biosphere-Album seit Substrata aus dem Jahr 1997. 2015 erschien als zweite Koproduktion mit Deathprod das Album Stator.

## Diskographie (Auswahl)

### Solo-Alben
- 1984: E-Man – E-Man (Likvidér)
- 1989: Bleep – The North Pole By Submarine (SSR Records)
- 1991: Biosphere – Microgravity (Origo Sound)
- 1994: Biosphere – Patashnik (Origo Sound)
- 1996: Biosphere – The Best Of Biosphere (Sony Records)
- 1997: Biosphere – Substrata (Origo Sound)
- 2000: Biosphere – Cirque (Touch)
- 2001: Biosphere – Substrata² (remastered) / Man with a Movie Camera (Touch)
- 2002: Biosphere – Shenzhou (Touch)
- 2004: Biosphere – Autour de la lune (Touch)
- 2005: Biosphere – Dropsonde (Touch)
- 2006: Geir Jenssen – Cho Oyu 8201m – Field Recordings From Tibet (Ash International)
- 2009: Biosphere – Wireless - Live At The Arnolfini, Bristol (Touch)
- 2010: Biosphere – Live In Den Haag (Touch)
- 2010: Biosphere – Outside By The Fjord (Touch)
- 2011: Biosphere – N-Plants (Touch)
- 2012: Biosphere – L'Incoronazione Di Poppea (Biophon Records)
- 2013: Biosphere – Live At Vega, Copenhagen 9.11.1996 (Biophon Records)
- 2014: Biosphere – Patashnik 2 (Biophon Records)
- 2015: Biosphere – Sound Installations.2000-2009 (Biophon Records)
- 2016: Biosphere – Departed Glories (Smalltown Supersound)
- 2016: Biosphere – The Hilvarenbeek Recordings (Biophon Records)
- 2017: Biosphere – The Petrified Forest (Biophon Records)
- 2019: Biosphere – The Senja Recordings (Biophon Records)
- 2021: Biosphere – Angel's Flight (AD 93)
- 2022: Biosphere – Shortwave Memories (Biophon Records)
- 2023: Biosphere – Inland Delta (Biophon Records)

### Soundtracks
- 1997: Biosphere – Insomnia: No Peace For The Wicked (Origo Sound, Soundtrack zum Film Todesschlaf)
- 1999: Geir Jenssen – Kill by Inches (Biophon Records)
- 2010: Geir Jenssen – Im Schatten (Biophon Records)
- 2010: Geir Jenssen – Nokas (Biophon Records)
- 2014: Geir Jenssen – The Chronicles of Polyaris (Dokumentarfilm)
- 2014: Geir Jenssen – The Citadel (Dokumentarfilm)
- 2022: Biosphere – The Good Nurse (Spielfilm)

### Kollaborationen
- 1993: The Fires Of Ork (Jenssen & Namlook) – The Fires Of Ork (FAX +49-69/450464)
- 1996: Higher Intelligence Agency & Biosphere – Polar Sequences (Beyond)
- 1998: Arne Nordheim / Biosphere / Deathprod – Electric / Nordheim Transformed (Rune Grammofon)
- 2000: Higher Intelligence Agency & Biosphere – Birmingham Frequencies (Headphone)
- 2000: The Fires Of Ork – The Fires Of Ork 2 (FAX +49-69/450464)
- 2010: Biosphere & Jon Wozencroft – Substrata 2.1 (Touch)
- 2015: Biosphere / Deathprod  – Stator (Touch)